# Paparazzi (cântec de Lady Gaga)
„Paparazzi” este un cântec al interpretei americane Lady Gaga pentru albumul ei de debut, The Fame (2008). Piesa a fost lansată drept cel de-al cincilea și ultimul disc single extras de pe album sub egida casei de discuri Interscope Records. „Paparazzi” a fost compus și produs de Gaga și Rob Fusari. Cântecul prezintă problemele pe care artista le-a întâmpinat în drumul spre obținerea faimei, precum și echilibrul dintre dragoste și succes. Melodia încadrată în genurile muzicale techno-pop și dance-pop vorbește despre un hărțuitor care urmărește pe cineva din dorința de a atrage faimă și atenție.
S-a stabilit inițial ca „LoveGame” să fie lansat ca cel de-al treilea single de pe The Fame. Cu toate acestea, din dorința de a evita eventuale controverse legate de versuri sau videoclip, „Paparazzi” a fost inițial lansat ca single doar în câteva țări la 6 iulie 2009, lansarea sa internațională urmând să aibă loc mai târziu. Cântecul a primit laude din partea criticilor de specialitate datorită naturii sale distractive, considerându-l totodată potrivit pentru cluburile de noapte. Single-ul s-a dovedit a fi un succes din punct de vedere comercial, devenind un șlagăr de top zece în Australia, Canada, Irlanda, Regatul Unit și Statele Unite, ocupând, de asemenea, locul întâi în clasamentele din Cehia și Germania.
Videoclipul muzical al piesei a fost regizat de Jonas Åkerlund și o înfățișează pe Gaga în rolul unei starlete damnate, fiind urmărită de fotografi și aproape ucisă de propriul iubit (rol jucat de Alexander Skarsgård). Clipul îi prezintă supraviețuirea, întoarcerea, răzbunarea pe partener, precum și alte experiențe în drumul către faimă. Videoclipul pentru „Paparazzi” a câștigat premii la categoriile „Cea mai bună scenografie” și „Cele mai bune efecte speciale” la ediția din 2009 a premiilor MTV Video Music Awards. Gaga a interpretat piesa la gala de premii menționată anterior, într-un spectacol ce a prezentat efectele negative ale faimei, ducând în cele din urmă la moarte. Alte interpretări au avut loc în turneele artistei, cel mai recent fiind Joanne World Tour (2017–2018).

## Informații generale
Ce încerc de fapt să spun aici? Ce efect are actul de a compune această piesă asupra mea? Am făcut o decizie conștientă atunci când am ales să scriu despre paparazzi – m-am gândit la arta performance și la arta șocantă, și modul în care Paris Hilton și sora ei, sau Lindsay Lohan și Nicole Richie, sunt artiști șocanți în propriul lor fel. Ei nu fac într-adevăr arte plastice – lucruri de expus în muzee – însă este o formă de artă. Despre asta vorbește această melodie. 
Înainte de obține faimă la nivel internațional, Lady Gaga l-a cunoscut pe producătorul muzical Rob Fusari în luna martie a anului 2006, cei doi începând o relație în luna mai. Gaga a călătorit în fiecare zi către New Jersey pentru a lucra la noile cântece compuse alături de producător. În timpul unei ședințe, el a comparat câteva secvențe ale vocii artistei cu cea a lui Freddie Mercury, solistul formației Queen. Fusari a afirmat, de asemenea, că el a fost prima persoană care să îi adreseze pseudonimul „Lady Gaga”, derivat din cântecul formației Queen, „Radio Ga Ga”. Deși relația muzicală dintre Fusari și Gaga nu a avut succes la început, cei doi au început mai apoi să compună diverse cântece pentru Gaga. Spre finalul anului 2007, echipa de impresariat a lui Gaga i-a făcut cunoștință cu producătorul și compozitorul RedOne.
Începând cu anul 2008, artista s-a mutat în Los Angeles pentru a lucra la finalizarea albumului ei de debut, The Fame, și pentru a-și înființa propria echipă creativă intitulată Haus of Gaga. „Paparazzi” a fost unul dintre cântecele compuse și produse de Gaga și Fusari. În timpul unui interviu acordat revistei Rolling Stone în 2009, Gaga a discutat despre relația pe care o avea cu un baterist heavy-metal pe nume Luke, ce a devenit o sursă de inspirație pentru majoritatea cântecelor de pe The Fame, inclusiv „Paparazzi”. Cântecul a devenit un simbol pentru Gaga, evadând din propriul narcisism și dorința pentru faimă. Artista era îndrăgostită de Luke, numindu-l „dragostea vieții mele” și spunând că este pregătită să devină fanul lui, să îndrepte camera și să îl fotografieze.
Gaga a explicat în timpul unui interviu pentru ziarul australian The Daily Telegraph că versurile melodiei „Paparazzi” abordează teme precum efortul și lupta pentru un echilibru între succes și iubire. Solista a mai relatat că piesa vorbește despre încercarea de a câștiga atenția paparazzilor și a mass-mediei în favoarea sa, concluzionând prin a spune că „este un cântec de dragoste pentru aparatele de fotografiat, dar și un cântec de dragoste despre faimă și iubire – ai putea să le deții pe ambele, sau doar una singură”. „Paparazzi” a fost lansat la nivel internațional drept cel de-al treilea disc single în Irlanda, Italia și Regatul Unit, al patrulea single în Canada și Statele Unite, și al cincilea single în Australia, Franța și Noua Zeelandă. „LoveGame” a fost inițial planificat drept cel de-al treilea single în Australia, însă fiind luată în considerare natura potențial controversată a versurilor și videoclipului, s-a hotărât ca „Paparazzi” să fie lansat în schimb.

## Structura muzicală și versurile
„Paparazzi” a fost înregistrat la Studiourile 150 din Parsipanny-Troy Hills, New Jersey. Pe lângă producție și compunere, Gaga a s-a ocupat, de asemenea, de acompaniamentul vocal, pian și sintetizatorul din cântec. Calvin „Sci-Fidelty” Gaines a realizat programarea, iar Fusari s-a ocupat de ingineria de sunet și înregistrare. Alte persoane implicate în crearea versiunii finale a piesei au fost Robert Orton, cel care a realizat mixajul audio, și Gene Grimaldi, responsabil cu masterizarea audio la Studiourile Oasis Mastering, Burbank, California.
„Paparazzi” este un cântec dance-pop și techno-pop cu un tempo rapid și un instrumental asemănător cu single-urile precedente ale solistei, „Just Dance” și „Poker Face”. Potrivit unei partituri publicate de Sony/ATV Music Publishing, melodia are un ritm electro-synth moderat. Cântecul este compus în măsura de patru pătrimi și în tonalitatea Do minor (La♭ major în refren), având un tempo de 115 de bătăi pe minut. Vocea artistei variază de la nota joasă Sol3 la înalta notă Mi♭5. Versurile urmăresc o progresie de acorduri de Do minor–La♭–Do minor, și de La♭–Mi♭–Fa minor–Re♭ în refren. Versurile cântecului „Paparazzi” vorbesc despre hărțuire și capcanele ascunse ale faimei. Gaga cântă despre dorința de a capta atenția camerelor: „I'm your biggest fan/I'll follow you until you love me/Papa, paparazzi” (ro.: „Sunt cel mai mare fan al tău/Te voi urmări până mă vei iubi/Papa, paparazzi”).

## Recepția criticilor

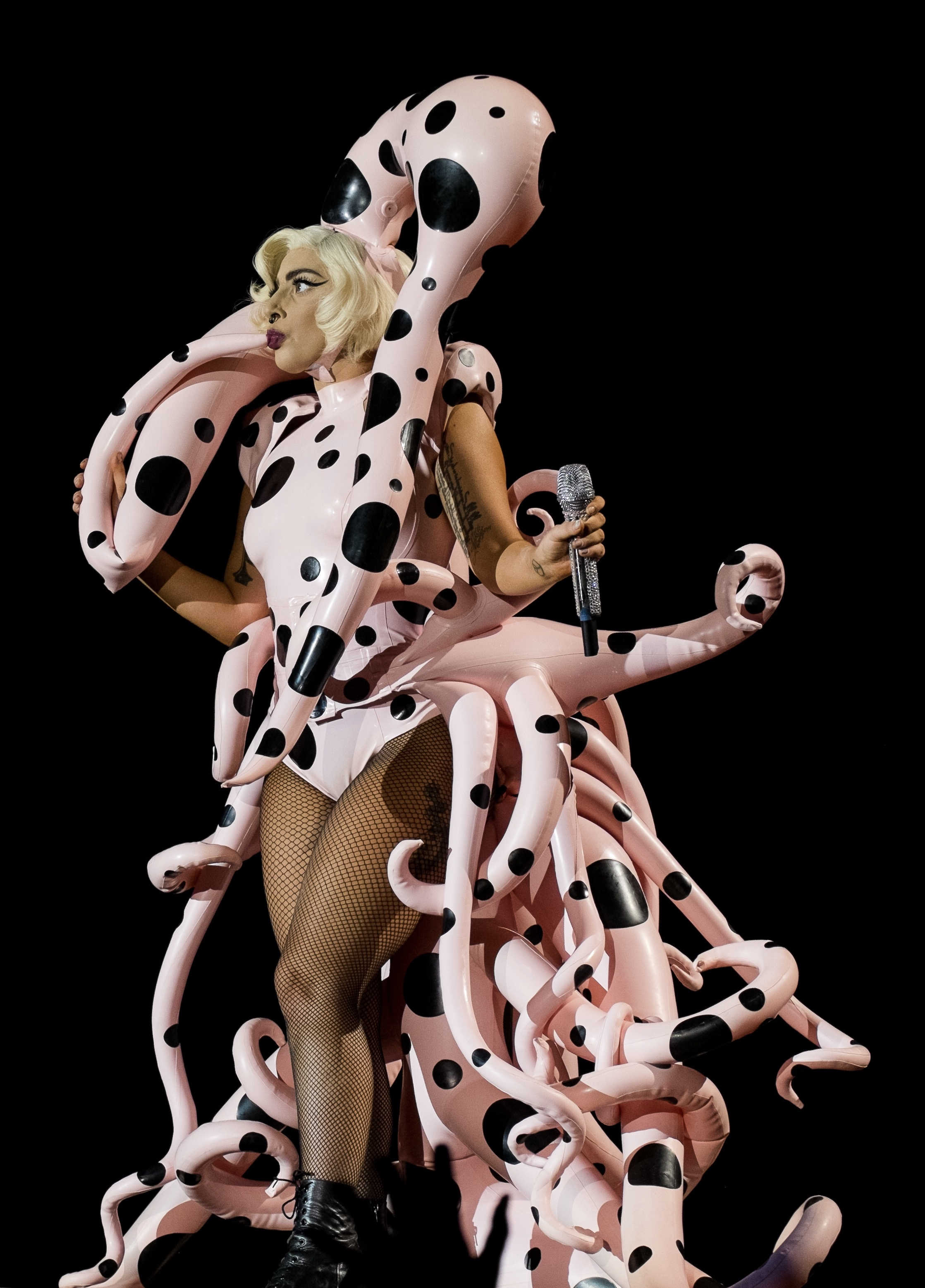
Gaga interpretând „Paparazzi” în turneul ArtRave: The Artpop Ball în 2014, purtând o rochie cu tentacule.

Melodia a primit recenzii pozitive din partea criticilor de specialitate. În anul 2011, revista Rolling Stone a numit „Paparazzi” cel mai bun cântec al solistei, lăudând tema și beat-ul acestuia. În timpul unei recenzii pentru turneul The Fame Ball, Jill Menze de la revista Billboard a complimentat vocea lui Gaga în piesă, spunând: „Balada «Paparazzi» despre obsesia pentru faimă a demonstrat cât de pricepută poate fi artista cu propria gamă vocală.” Alexis Petridis de la ziarul The Guardian a fost de părere că „Deși te-ai putea plictisi să tot auzi aceeași temă pe parcursul albumului, «Paparazzi» preia controlul domiciliului din creierul tău și refuză să se clintească.” Stephen Thomas Erlewine de la AllMusic a numit cântecul ingenios, opinând că „funcționează simultan și ca o glorioasă bucată de trash pop, dar și ca o nemiloasă parodie a acesteia.”
Prya Elan de la revista The Times a fost de părere că „deși trio-ul de melodii care prezintă tema centrală a albumului («Paparazzi», «Beautiful Dirty Rich» și «The Fame») nu meditează prea mult la absurditatea captivantă și dependentă a faimei, se alege în schimb o abordare pasivă.” David Balls de la publicația Digital Spy a lăudat decizia lui Gaga de a lansat un cântec mid-tempo după două piese rapide („Just Dance” și „Poker Face”), relatând că „mulțumită unui refren atrăgător și unor versuri inteligente cu tematica celebrității, este destul de palpitant în final. Susținut cu un videoclip hilar și auto-indulgent, se pare că GaGa încă ne ține ferm în cuibul ei și, ahem, guițăm pentru mai mult.”
Evan Sawdey de la revista PopMatters a opinat că atât „Paparazzi” cât și single-ul anterior, „Poker Face”, au un stil muzical comparabil cu primul single, „Just Dance”, însă a adăugat că „Gaga nu pare că se repetă cu bună știință nici măcar o dată; în schimb, defectele ei apar atunci când încearcă să acopere un teritoriu pentru care bineînțeles nu este încă pregătită.” Freedom du Lac de la ziarul The Washington Post a declarat că, deși Gaga devine oarecum serioasă pe măsură ce cântă în mod dezaprobator „Paparazzi”, melodia este privită drept fără vlagă și fără energie, precum și monotonă. Erika Howard de la ziarul New Times Broward-Palm Beach a fost de părere că este cea mai sugestivă piesă de pe album.
Jon Caramanica de la ziarul The New York Times a considerat că „«Paparazzi» este o scrisoare de dragoste de la cameră pentru subiect, însă nu reușește să admită că afecțiunea se face pe ambele căi. Orice idee pe care Lady Gaga o schițează drept o cascadorie sofisticată este oprită la rece de partitura muzicală, o simplitate ușuratică și perversă care trădează orice formă de cinism.” Publicația Pitchfork Media a clasat „Paparazzi” pe locul 83 în topul celor mai bune 100 de cântece ale anului 2009. Revista NME a cotat piesa drept a noua cea mai bună melodie a anului 2009.

## Performanța în clasamentele muzicale

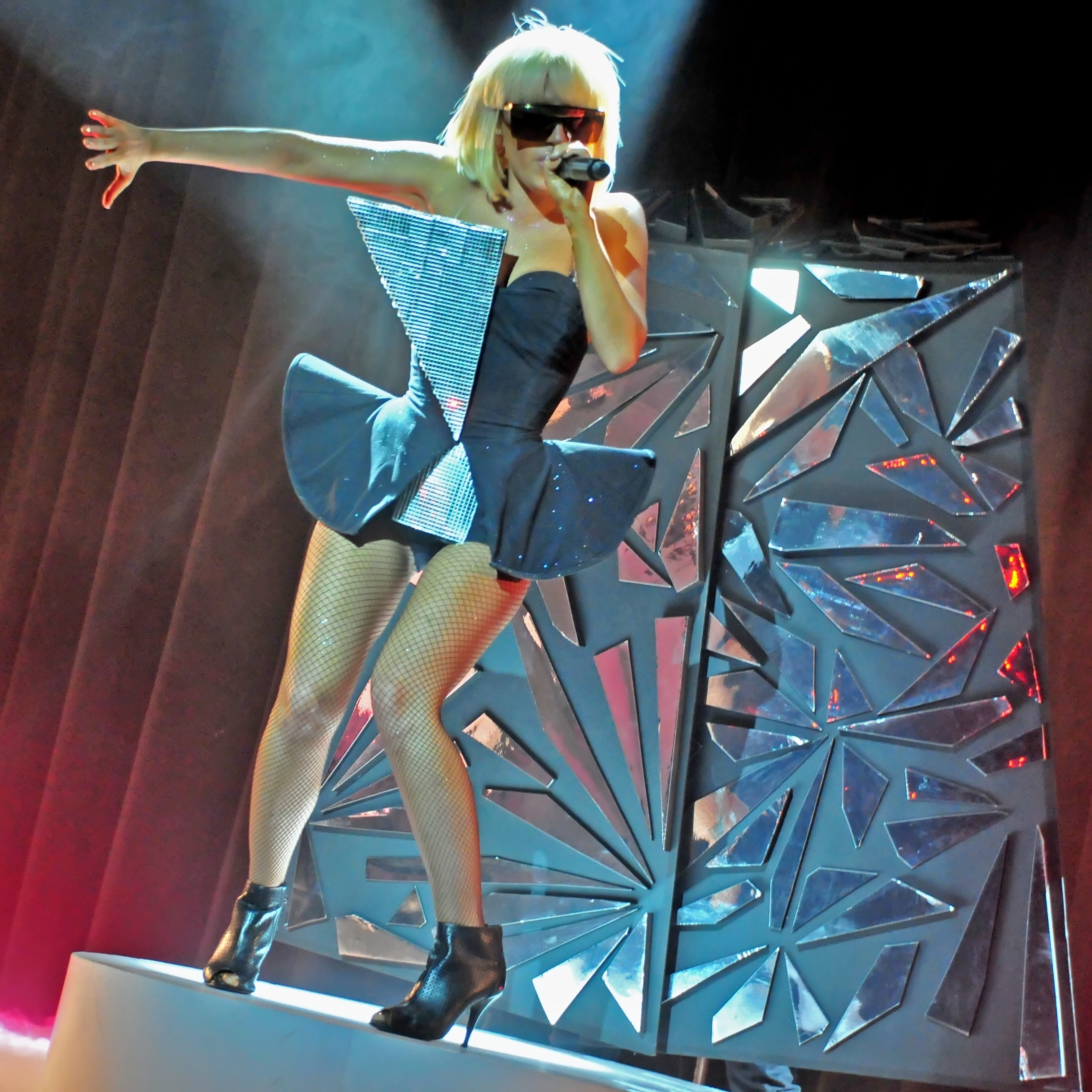
Gaga interpretând „Paparazzi” în turneul The Fame Ball (2009)

În Statele Unite, piesa a debutat pe locul 74 în clasamentul Billboard Hot 100 la 12 septembrie 2009, ajungând ulterior pe poziția sa maximă, locul șase. „Paparazzi” a devenit cel de-al patrulea single de top zece consecutiv a lui Gaga, alăturându-se astfel cântărețelor Christina Aguilera, Beyoncé și Fergie drept artiste care au reușit să obțină patru șlagăre de top zece în Hot 100 provenind de pe albumul lor de debut. Melodia a ajuns, de asemenea, pe prima poziție a clasamentului Billboard Pop Songs, Gaga devenind prima artistă din istoria topului Pop Songs care să aibă patru single-uri de pe un album de debut ce se poziționează pe locul întâi. „Paparazzi” s-a clasat, de asemenea, în fruntea topului Hot Dance Club Songs. Până în februarie 2018, 3.6 milioane de exemplare digitale au fost distribuite în Statele Unite, conform datelor furnizate de Nielsen Soundscan. A devenit cel de-al patrulea cântec a lui Gaga care să depășească pragul de trei milioane de vânzări, fiind premiat cu cinci discuri de platină din partea Recording Industry Association of America (RIAA). „Paparazzi” a debutat pe locul 92 în ierarhia Canadian Hot 100, urcând către locul 57 în următoarea săptămână și acumulând cele mai bune vânzări în mediul digital. În cea de-a treisprezecea săptămână de prezență, single-ul a ajuns pe locul trei.
„Paparazzi” a debutat în clasamentul Australian Singles Chart pe locul 73 la 1 iunie 2009, ocupând locul 27 în următoarea săptămână. Piesa a ajuns ulterior pe locul doi, devenind cel de-al patrulea șlagăr de top cinci a lui Gaga în Australia. Datorită celor 140.000 de copii vândute, cântecul a fost premiat cu două discuri de platină de către Australian Recording Industry Association (ARIA). În Noua Zeelandă, „Paparazzi” a debutat pe locul 23 la 22 iunie 2009, ajungând mai apoi pe locul cinci, poziția sa maximă. Melodia a primit discul de aur din partea Recording Industry Association of New Zealand (RIANZ) după paisprezece săptămâni de prezență în clasament, datorită celor 7.500 de exemplare expediate.
În Regatul Unit, „Paparazzi” a debutat înainte de lansarea sa oficială ca single pe locul 99 în topul UK Singles Chart în luna februarie a anului 2009, datorită descărcărilor digitale de pe albumul The Fame. La 21 iunie 2009, piesa a ocupat locul treisprezece, având o ascensiune de 43 de poziții față de săptămâna precedentă. Piesa a ajuns în cele din urmă pe locul patru, primind, de asemenea, un disc de platină din partea British Phonographic Industry (BPI) în urma celor 585.000 de copii vândute, potrivit Official Charts Company. „Paparazzi” a debutat pe locul 38 în ierarhia Irish Singles Chart, ajungând mai apoi pe locul patru. Melodia s-a clasat în fruntea clasamentului din Germania, devenind cel de-al doilea single a lui Gaga care să obțină această performanță. În topul Dutch Top 40, „Paparazzi” a debutat pe locul 27 la 18 iulie 2009, ocupând locul patru în a șasea săptămână de prezență. În Italia, melodia a debutat pe locul nouăsprezece și s-a clasat pe locul trei, devenind cel de-al doilea single de top trei a lui Gaga.

## Videoclipul muzical

### Informații generale
Videoclipul a fost realizat de regizorul suedez Jonas Åkerlund, cel care a lucrat anterior la videoclipuri pentru artiși precum The Smashin Pumpkins, Madonna, Moby, Rammstein și U2. Soția regizorului, Bea Åkerlund, a fost angajată drept stilistul lui Gaga pentru videoclip. „Paparazzi” a fost filmat în locațiile Villa de León din Malibu, California, și la Chateau d'Or în Bel Air, Los Angeles. Cântăreața a declarat pentru MTV News că a fost mulțumită de versiunea finală a clipului „Paparazzi”, descriindu-l drept un scurtmetraj. Într-un interviu acordat ziarului The Canadian Press de la 26 mai 2009, Gaga a numit videoclipul „cea mai uimitoare și creativă lucrare pe care am realizat-o până acum.” Artista a descris ulterior semnificația clipului:
„Are un mesaj cu adevărat real, autentic și puternic despre prostituția pentru faimă și moarte și dorința de a deveni o celebritate, și ceea ce li se întâmplă tinerilor în drumul spre a obține acest lucru. Videoclipul explorează idei despre situații hiperbolice prin care oamenii ar fi în stare să treacă pentru a deveni faimoși. Mai exact, pornografia și crima. Acestea sunt două teme majore ale clipului.”
Mai târziu, Gaga a povestit pentru revista V că Prințesa Diana a fost menționată în clip, susținând că aceasta a murit fiind un martir simbolic al faimei. S-a stabilit inițial ca videoclipul să aibă premiera la 4 iunie 2009, pe Channel 4 în Regatul Unit și Irlanda. Cu toate acestea, la 29 mai 2009, în timp ce se afla în turneu în Australia, solista a postat pe contul personal de Twitter mesajul „Opriți-vă din a-mi mai fura nenorocitele de videoclipuri”, făcând referire la apariția în mod ilegal a videoclipului pe internet, fără aprobarea sa.

### Rezumat

Secvență din videoclipul piesei „Paparazzi”, prezentând-o pe Gaga purtând un costum mulat metalic—o referință către filmul Metropolis (1972)—și o cască asortată, încercând să meargă cu ajutorul unor cârje.

Videoclipul cântecului „Paparazzi” are o durată de opt minute. Actorul suedez Alexander Skarsgård joacă rolul iubitului lui Gaga. Clipul înfățișează o intrigă ucigașă despre o starletă ce este urmărită în mod constant de fotografi. Acesta începe cu scene filmate în conacul de pe litoral, artista și iubitul ei stând în pat și vorbind în limba suedeză. Cei doi se mută pe balcon și încep să se sărute; cu toate acestea, atunci când un fotograf ascuns începe să facă poze, Gaga realizează faptul că iubitul ei a angajat o serie de paparazzi să îi fotografieze și încearcă să îl oprească. Încercarea ei este în zadar chiar și atunci când îl lovește cu pumnii, și într-o ultimă tentativă disperată de apărare, îi sparge o sticlă de alcool în față. Înfuriat, partenerul o aruncă de la balcon. Gaga zace pe pământ în propriul sânge, în timp ce paparazzi continuă să îi fotografieze trupul însângerat, pe măsură ce numeroase titluri de primă pagină a unor tabloide îi declară sfârșitul carierei. Potrivit publicației Rolling Stone, acest fragment aduce un omagiu filmului lui Alfred Hitchcock, Amețeala (1958).
Ulterior, Gaga este prezentată ieșind dintr-o limuzină într-un scaun cu rotile, fiind ajutată de dansatori. Pe măsură ce aceștia se învârt în jurul ei, cântăreața începe să meargă pe covor cu ajutorul unei perechi de cârje, purtând o bustieră metalică și o cască asortată. Costumul metalic este o referință către filmul Metropolis (1972). Aceste cadre sunt intercalate de scene în care cadavrele unor fotomodele zac în jurul vilei. Mai apoi, cântăreața stă pe o canapea de aur, sărutându-se cu trei rockeri hair metal în timpul versului „Loving you is cherry pie” (ro.: „Să te iubesc este atât de dulce”). Trio-ul compus din Calle „Kelii” Landeberg, Nisse „Izzy” Landeberg și Pelle „Rock” Landeberg este cunoscut drept Snake of Eden, parte a serialului de televiziune Daisy of Love. Potrivit MTV, scena face referire la cântecul „Cherry Pie” al formației glam Warrant. Videoclipul continuă cu versul intermediar în care Gaga poartă o rochie realizată din fâșii de film și o pălărie Mohawk confecționată din pene.
În următoarea scenă, iubitul lui Gaga poartă un plasture pentru ochi și este înfățișat în salonul de ceai, stând pe o canapea și citind o revistă. Gaga poartă un costum galben cu umeri falși, precum și o pereche de ochelari circulari. Ziarul The Guardian a comparat ținuta cu Minnie Mouse. Solista reușește să se răzbune pe partenerul ei, otrăvind în mod discret băutura lui cu o pudră albă, ascunsă în inelul ei. În timp ce acesta moare, Gaga sună la 9-1-1 și declară faptul că și-a ucis iubitul. Poliția ajunge la vilă și o arestează pe cântăreață. Aceasta poartă o perucă în formă de con de înghețată și merge către mașina de poliție, în timp ce paparazzi o înconjoară din nou. Sunt afișate imagini ale ziarelor care îi proclamă inocența și anunță faptul că solista s-a întors în lumina reflectoarelor iar faima i-a fost redobândită. Videoclipul se încheie cu Gaga, pozând ca un fotomodel pentru cazier, înainte de a fi arestată. Aceasta poartă o rochie metalică în formă de lalea, asemănătoare cu cea de pe coperta single-ului.

### Receptare critică
Redactorul Daniel Kreps de la revista Rolling Stone a comparat „Paparazzi” cu videoclipul din anul 1992 pentru piesa „November Rain” a formației Guns N' Roses. Acesta a spus că scenele cu cadavrele fotomodelelor „îți fac stomacul să se întoarcă pe dos” și a complimentat „stilul cinematic de la care ți-e greu să îți iei ochii, deși ar putea fi numit cel mai probabil puțin cam indulgent.” Kreps a comentat, de asemenea, cu privire la postarea ilegală a clipului pe internet, fiind de părere că: „era necesară mai mult decât o simplă scurgere de informații; [videoclipul] merita un covor roșu.” Anna Pickard de la ziarul The Guardian a complimentat clipul, spunând că „s-a depus destul efort în crearea lui”. Cu toate acestea, editorul a opinat că durata a fost una mult prea lungă. Revista Entertainment Weekly a oferit o recenzie pozitivă videoclipului, afirmând că „ne oferă chiar și mai multă nebunie de nivel superior cu care ne-am obișnuit deja din partea fetei născute [sub numele de] Stefani Joanne Angelina Germanotta.” Tema paparazzilor a fost comparată cu cea din videoclipul single-ului „Everytime” lansat de Britney Spears în anul 2004. MTV News a numit clipul un „video în stil romantic-epic al anilor '40” care „demonstrează încă o dată că Gaga e un original adevărat cu o viziunea de-a dreptul unică.” Videoclipul a primit nominalizări la ediția din 2009 a premiilor MTV Video Music Awards la categoriile „Cea mai bună regie”, „Cel mai bun montaj”, „Cele mai bune efecte speciale”, „Cea mai bună cinematografie” și „Cea mai bună scenografie”. Împreună cu alte patru nominalizări pentru „Poker Face”, Gaga și Beyoncé au fost la egalitate în ceea ce privește cel mai mare număr de nominalizări ale anului respectiv. „Paparazzi” a câștigat premii la categoriile „Cea mai bună regie” și „Cele mai bune efecte speciale”. Videoclipul single-ului „Telephone” este o continuare a celui pentru „Paparazzi” și este, de asemenea, un scurtmetraj. Clipul începe cu scena în care Gaga este arestată, prezentând-o pe cântăreață în închisoare.

## Interpretări live
Gaga a cântat „Paparazzi” la programul The Album Chart Show din Regatul Unit la 14 februarie 2009, în timpul campaniei de promovare pentru albumul The Fame. Solista a interpretat o versiune acustică de pian pentru postul de radio Capital Radio 95.8 FM, la 1 mai 2009. La 26 iunie 2009 Gaga a cântat melodia la festivalul Glastonbury ieșind dintr-o carcasă argintie pe scenă. „Paparazzi” a fost adăugat în lista cântecelor pentru primul turneu de concerte al cântăreței, The Fame Ball, fiind piesa de deschidere. Spectacolul a început cu un video introductiv numit „The Heart” în care Gaga a incorporat un alter ego, Candy Warhol. Ea a purtat o rochie futuristă neagră cu modele geometrice și o piesă triunghiulară care îi acoperă sânul drept. Artista a apărut în mijlocul scenei, înconjurată de dansatorii ei ce țin plăci încrustate cu sticlă care îi camuflează. Scena a fost înconjurată de o mașină de fum și ceață și lumini puternice emise în fundal.

Gaga cântând „Paparazzi” în turneul The Monster Ball, fiind atacată de un pește pescar (2010)

Melodia „Paparazzi” a fost interpretată la ediția din 2009 a premiilor MTV Video Music Awards, spectacol care a început cu Gaga stând întinsă pe podea, într-un montaj care a fost descris drept un conac bogat și ornamentat. Cântăreața se târăște pe scenă și începe să interpreteze o coregrafie, ajungând în cele din urmă să cânte la pian. Ultimul refren a constat într-o sângerare teatrală din cutia toracică a lui Gaga, pe măsură ce aceasta se prăbușește pe scenă și urlă în agonie, fiind ridicată atent de unul dintre dansatori. Gaga este apoi spânzurată fără viață cu o mână atârnând deasupra dansatorilor și sângele mânjindu-i fața, în timp ce un nimb auriu este proiectat pe ecranul din spatele ei. Gaga a dedicat spectacolul fanilor ei. Ashley Laderer de la revista Billboard a opinat că „aceasta a fost interpretarea care a transformat-o cu adevărat pe Lady Gaga. A dovedit că este mai mult decât un alt star pop superficial—ea este un artist, unul pe care nu l-am mai întâlnit până acum, o adevărată forță demnă de luat în seamă.”
Gaga a interpretat cântecul într-o coregrafie similară în cel de-al 35-lea sezon al emisiunii de comedie Saturday Night Live difuzat pe canalul NBC. Single-ul a fost, de asemenea, prezent în lista melodiilor pentru turneul The Monster Ball (2009–2011). În varianta originală a concertului, solista a purtat numeroase extensii de păr împletite și a stat cocoțată pe o balustradă. Câte un dansator a fost atașat pe scenă pentru fiecare dintre împletituri. Un videoclip cu stele a fost difuzat în fundal. Pentru spectacolele reorganizate, Gaga a schimbat conceptul și interpretarea melodiei. Artista a purtat o rochie verde smarald creată de Thierry Mugler și a fost atacată de un pește pescar mecanic și uriaș. Gaga își dă jos rochia pentru a dezvălui un costum mulat de aceeași culoare, și în timpul secvenței intermediare, aceasta coboară sub scenă pentru a-și atașa sutienul pirotehnic. Solista se întoarce pentru ultimul refren și ucide monstul cu scânteile sutienului.
Melodia a fost adăugat în lista pieselor pentru turneul Born This Way Ball din 2012–2013. Gaga a fost absentă de pe scenă în timpul primelor două minute ale cântecului, în timp ce un cap plutitor mecanic intitulat „Mother G.O.A.T.” cântă piesa în locul ei. Artista revine ulterior pe scenă și încheie cântecul prin împușcarea capului, făcându-l să plângă cu lacrimi de sânge. În timpul turneului ArtRave: The Artpop Ball (2014), Gaga a interpretat „Paparazzi” purtând un costum mulat făcut din latex cu buline, la care a fost atașat o pereche de tentacule și un cap cu două tentacule. Rob Sheffield de la Rolling Stone a descris costumul drept „un aranjament gonflabil de cauciuc și calamari prăjiți care îi ies din coloană”, în timp ce Adam Carlson de la revista Billboard a comparat ținuta cu „o Ursula dansatoare din Mica sirenă”. Piesa a fost adăugată în lista cântecelor turneului Joanne World Tour (2017–2018), în cadrul căruia Gaga a purtat un costum mulat din piele și roșu, asortat cu o pereche de cizme din piele și cu franjuri. Interpretarea s-a încheiat cu un atac coregrafiat între Gaga și dansatorii ei.
Cântecul este interpretat la spectacolul rezidențial Lady Gaga Enigma (2018–2020) organizat în Las Vegas, serie de concerte ce include două spectacole diferite. În cadrul concertelor Enigma, solista cântă „Paparazzi” stând într-o cușcă plutitoare în formă de sferă care este ridicată deasupra publicului, în timp ce pentru spectacolele Jazz and Piano Gaga cântă la pian, acompaniată de „o întreagă orchestră ce dă lovitura cu o muzică plină de suspans și intrigă, asemenea unui film”.

## Ordinea pieselor pe disc și formate
| - CD single distribuit în Regatul Unit și Australia 1. „Paparazzi” (Versiunea de album) – 3:28 2. „Paparazzi” (Filthy Dukes Remix) – 5:21 - EP remix distribuit în Canada, Australia, Statele Unite și Franța 1. „Paparazzi” (Stuart Price Remix) – 3:19 2. „Paparazzi” (Moto Blanco Edit) – 4:05 3. „Paparazzi” (Filthy Dukes Club Mix) – 5:21 4. „Paparazzi” (James Carameta Tabloid Club Edit) – 4:27 - EP remix distribuit în Regatul Unit și Irlanda 1. „Paparazzi” – 3:27 2. „Paparazzi” (Filthy Dukes Club Mix) – 5:21 3. „Paparazzi” (Moto Blanco Edit) – 4:05 4. „Paparazzi” (Stuart Price Remix) – 3:19 5. „Paparazzi” (Yuksek Remix) – 4:47 - EP remix #2 distribuit pe iTunes în Statele Unite 1. „Paparazzi” (Chew Fu Ghettohouse Radio Edit) – 3:39 2. „Paparazzi” (Yuksek Remix) – 4:47 3. „Paparazzi” (James Camareta Tabloid Club Edit) – 4:27 | - CD single «The Remixes» distribuit în Statele Unite 1. „Paparazzi” (Demolition Crew Remix) – 3:55 2. „Paparazzi” (Moto Blanco Edit) – 4:05 3. „Paparazzi” (Stuart Price Remix) – 3:19 4. „Paparazzi” (Filthy Dukes Club Mix) – 5:21 5. „Paparazzi” (James Camareta Tabloid Club Edit) – 4:27 6. „Paparazzi” (Versiunea de album) – 3:29 7. „Paparazzi” (Versiunea instrumentală) – 3:29 - EP remix distribuit în Franța și Germania / CD single distribuit în Germania 1. „Paparazzi” (Moto Blanco Edit) – 4:05 2. „Paparazzi” (Moto Blanco Bostic Dub) – 6:42 3. „Paparazzi” (Demolition Crew Remix) – 3:55 4. „Paparazzi” (Stuart Price Remix) – 3:19 5. „Paparazzi” (Filthy Dukes Club Mix) – 5:21 6. „Paparazzi” (Yuksek Remix) – 4:47 7. „Paparazzi” (James Camareta Tabloid Club Edit) – 4:27 8. „Paparazzi” (Radio Edit) – 3:28 |

## Acreditări și personal
- Lady Gaga – voce principală, textier, co-producător, pian, sintetizator
- Rob Fusari – textier, producător
- Calvin "Sci-Fidelty" Gaines – programare
- Robert Orton – mixaj audio
- Gene Grimaldi – masterizare audio la Studiourile Oasis Mastering, Burbank, California
- Înregistrat la Studiourile 150, Parsippany-Troy Hills, New Jersey

Persoanele care au lucrat acest cântec sunt preluate de pe broșura albumului The Fame.

## Prezența în clasamente
| Țară (clasament)                                        | Poziția maximă | Referință |
| 2009                                                    | 2009           | 2009      |
| ------------------------------------------------------- | -------------- | --------- |
| Australia (ARIA)                                        | 1              | [ 36 ]    |
| Austria (Ö3 Austria)                                    | 3              | [ 98 ]    |
| Belgia (Ultratop 50 Flandra)                            | 7              | [ 99 ]    |
| Belgia (Ultratop 50 Valonia)                            | 6              | [ 100 ]   |
| Brazilia (Brazilian Hot 100 Airplay)                    | 18             | [ 101 ]   |
| Canada (Canadian Hot 100)                               | 3              | [ 102 ]   |
| Canada (AC)                                             | 37             | [ 103 ]   |
| Canada (CHR/Top40)                                      | 2              | [ 104 ]   |
| Canada (Hot AC)                                         | 2              | [ 105 ]   |
| Cehia (Rádio Top 100)                                   | 1              | [ 106 ]   |
| Coreea de Sud (International Singles)                   | 80             | [ 107 ]   |
| Elveția (Swiss Hitparade)                               | 4              | [ 108 ]   |
| Danemarca (Tracklisten)                                 | 12             | [ 109 ]   |
| Europa (European Hot 100 Singles)                       | 3              | [ 110 ]   |
| Finlanda (Suomen virallinen lista)                      | 9              | [ 111 ]   |
| Franța (SNEP)                                           | 6              | [ 112 ]   |
| Germania (Offizielle Top 100)                           | 1              | [ 46 ]    |
| Irlanda (IRMA)                                          | 4              | [ 45 ]    |
| Israel (Media Forest)                                   | 3              | [ 113 ]   |
| Italia (FIMI)                                           | 3              | [ 48 ]    |
| Olanda (Dutch Top 40)                                   | 4              | [ 47 ]    |
| Olanda (Single Top 100)                                 | 17             | [ 114 ]   |
| Noua Zeelandă (RMNZ)                                    | 5              | [ 38 ]    |
| Portugalia (Portugal Digital Song Sales)                | 7              | [ 115 ]   |
| Regatul Unit (Official Charts Company)                  | 4              | [ 42 ]    |
| România (Romanian Top 100)                              | 19             | [ 116 ]   |
| România (Media Forest — «TV»)                           | 14             | [ 117 ]   |
| Rusia (Tophit)                                          | 8              | [ 118 ]   |
| Scoția (Official Charts Company)                        | 1              | [ 119 ]   |
| Slovacia (Rádio Top 100)                                | 5              | [ 120 ]   |
| Spania (PROMUSICAE)                                     | 46             | [ 121 ]   |
| Suedia (Sverigetopplistan)                              | 22             | [ 122 ]   |
| Statele Unite ale Americii (Billboard Hot 100)          | 6              | [ 123 ]   |
| Statele Unite ale Americii (Adult Contemporary)         | 15             | [ 124 ]   |
| Statele Unite ale Americii (Adult Top 40)               | 14             | [ 125 ]   |
| Statele Unite ale Americii (Dance Club Songs)           | 1              | [ 30 ]    |
| Statele Unite ale Americii (Mainstream Top 40)          | 1              | [ 126 ]   |
| Statele Unite ale Americii (Rhytmic)                    | 7              | [ 127 ]   |
| Ungaria (Rádiós Top 40)                                 | 10             | [ 128 ]   |
| 2017                                                    |                |           |
| Statele Unite ale Americii (Hot Dance/Electronic Songs) | 17             | [ 129 ]   |

| Țară (clasament)                                | Poziția maximă | Referință |
| 2009                                            | 2009           | 2009      |
| ----------------------------------------------- | -------------- | --------- |
| Australia (ARIA)                                | 12             | [ 130 ]   |
| Austria (Ö3 Austria Top 40)                     | 21             | [ 131 ]   |
| Belgia (Ultratop Flandra)                       | 74             | [ 132 ]   |
| Belgia (Ultratop Valonia)                       | 59             | [ 133 ]   |
| Canada (Canadian Hot 100)                       | 18             | [ 134 ]   |
| Elveția (Swiss Hitparade)                       | 29             | [ 135 ]   |
| Europa (European Hot 100 Singles)               | 34             | [ 136 ]   |
| Franța (SNEP)                                   | 92             | [ 137 ]   |
| Germania (Media Control Charts)                 | 23             | [ 138 ]   |
| Italia (FIMI)                                   | 24             | [ 139 ]   |
| Noua Zeelandă (Recorded Music NZ)               | 41             | [ 140 ]   |
| Olanda (Dutch Top 40)                           | 31             | [ 141 ]   |
| Regatul Unit (UK Singles Chart)                 | 18             | [ 142 ]   |
| Rusia (Tophit)                                  | 45             | [ 143 ]   |
| Statele Unite ale Americii (Billboard Hot 100)  | 53             | [ 144 ]   |
| Ungaria (Rádiós Top 40)                         | 49             | [ 145 ]   |
| 2010                                            |                |           |
| Europa (European Hot 100 Singles)               | 45             | [ 146 ]   |
| Statele Unite ale Americii (Billboard Hot 100)  | 64             | [ 147 ]   |
| Statele Unite ale Americii (Adult Contemporary) | 38             | [ 148 ]   |

## Vânzări și certificări
| \| Țara \| Vânzări/ puncte \| Certificare \| Referințe \| \| --------------------------------- \| --------------- \| ----------- \| --------- \| \| Australia (ARIA) \| +140.000 \| \| [37] \| \| Danemarca (IFPI Danemarca) \| +15.000 \| \| [149] \| \| Elveția (IFPI Elveția) \| +15.000 \| \| [150] \| \| Germania (BVMI) \| +300.000 \| \| [151] \| \| Italia (FIMI) \| +30.000 \| \| [152] \| \| Noua Zeelandă (RMNZ) \| +7.500 \| \| [39] \| \| Regatul Unit (BPI) \| +600.000 \| \| [43] \| \| Suedia (GLF) \| +10.000 \| \| [153] \| \| Statele Unite ale Americii (RIAA) \| +3.660.000 \| \| [33][31] \| | Note - reprezintă „disc de aur” - reprezintă „disc de platină” - reprezintă „dublu disc de platină” - reprezintă „cvintuplu disc de platină” |             |               |
| Țara | Vânzări/ puncte | Certificare | Referințe     |
| Australia (ARIA) | +140.000 |             | [ 37 ]        |
| Danemarca (IFPI Danemarca) | +15.000 |             | [ 149 ]       |
| Elveția (IFPI Elveția) | +15.000 |             | [ 150 ]       |
| Germania (BVMI) | +300.000 |             | [ 151 ]       |
| Italia (FIMI) | +30.000 |             | [ 152 ]       |
| Noua Zeelandă (RMNZ) | +7.500 |             | [ 39 ]        |
| Regatul Unit (BPI) | +600.000 |             | [ 43 ]        |
| Suedia (GLF) | +10.000 |             | [ 153 ]       |
| Statele Unite ale Americii (RIAA) | +3.660.000 |             | [ 33 ] [ 31 ] |

## Datele lansărilor
| Regiune                    | Dată               |
| -------------------------- | ------------------ |
| Irlanda                    | 6 iulie 2009       |
| Regatul Unit               | 6 iulie 2009       |
| Australia                  | 10 iulie 2009      |
| Statele Unite ale Americii | 8 septembrie 2009  |
| Germania                   | 11 septembrie 2009 |
| Franța                     | 7 decembrie 2009   |